# Ибероспондил
Ибероспондил (Iberospondylus) — примитивный позднекарбоновый темноспондил неясного систематического положения. Единственный вид — I. schultzei. Описан в 2001 году из лагунных отложений Пуэртоллано в Южной Испании. Близок к эриопидам и диссорофидам. Некрупное животное, череп длиной около 10—15 см. Череп округло-треугольный, уплощённый. Глазницы направлены вверх. Общий облик напоминал саламандру.
Исследование стремени показало отсутствие настоящей барабанной перепонки, что, вероятно, характерно для большинства темноспондилов. Остатки ибероспондила найдены в морских лагунных отложениях. Это доказывает, что некоторые темноспондилы могли переносить солёность морской воды и обитать, вероятно, в прибрежных затапливаемых лесах мангрового типа, характерных для позднего карбона экваториальной зоны.